# دو كبير

سلم دو الكبير صعوداً وهبوطاً

دو الكبير (C major) هو سلم موسيقي كبير يتألف من الدرجات الموسيقية دو C، ري D، مي E، فا F، صول G، لا A، سي B، وينتهي بمفتاح دو C، وذلك على الترتيب التالي من اليسار إلى اليمين:
C, D, E, F, G, A, B, C.
يعد سلم دو الكبير أبسط السلالم الموسيقية، حيث أن دليل المقام له لا يحوي على أي من إشارات الخفض أو الرفع.
إن المفتاح الموسيقي القريب له على السلم الصغير هو لا صغير، أما المفتاح الموسيقى الموازي فهو دو صغير.يتكون سلم دو الكبير من خمسة أزمنة ونصفي زمان وهي كالتالي:
Do Ré Mé Fa Sol La Si Do